# Gran Premio Inda
Le Gran Premio Inda est une course cycliste italienne disputée autour de Caravate, dans la province de Varèse en Lombardie. Il est organisé par le S.C. Caravatese Inda. Créé en 1963, il fait partie de l'UCI Europe Tour de 2005 à 2009, en catégorie 1.2. Depuis 2011, la course n'est plus organisée.

## Palmarès
| Année | Vainqueur             | Deuxième                 | Troisième           |
| ----- | --------------------- | ------------------------ | ------------------- |
| 1963  | Renato Stoto          |                          |                     |
| 1964  | Augusto Formenti      |                          |                     |
| 1965  | Wagner Carmignola     |                          |                     |
| 1966  | Fiorenzo Ballardin    |                          |                     |
| 1967  | Giuliano Fontana (it) |                          |                     |
| 1968  | Tiziano Amati         |                          |                     |
| 1969  | Luigino Percetti      |                          |                     |
| 1970  | Fausto Reato          |                          |                     |
| 1971  | Massimo Spezia        |                          |                     |
| 1972  | Maurizio Donati       |                          |                     |
| 1973  | Franco Miele          |                          |                     |
| 1974  | Amedeo Pallazzi       |                          |                     |
| 1975  | Gabriele Mirri        |                          |                     |
| 1976  | Paolo Diotto          |                          |                     |
| 1977  | Fausto Resteldi       |                          |                     |
| 1978  | Maurizio Meroni       |                          |                     |
| 1979  | Bruno Marini          |                          |                     |
| 1980  | Bruno Marini          |                          |                     |
| 1981  | Alberto Passera       |                          |                     |
| 1982  | Davide Nardello       |                          |                     |
| 1983  | Andrea Chiurato       |                          |                     |
| 1984  | Bruno Marini          |                          |                     |
| 1985  | Luca Giani            |                          |                     |
| 1986  | Igor Mosca            |                          |                     |
| 1987  | Igor Mosca            |                          |                     |
| 1989  | Fabrizio Induni       |                          |                     |
| 1990  | Dario Andriotto       |                          |                     |
| 1991  | Mirko Pinton          |                          |                     |
| 1992  | Daniele Peroni        |                          |                     |
| 1993  | Mauro Banfi           |                          |                     |
| 1994  | Alessandro Guerra     |                          |                     |
| 1995  | Massimiliano Gentili  | Valentino Fois           | Marco Fincato       |
| 1996  | Enrico Bonetti        | Gianluca Valoti          | Oscar Pozzi         |
| 1997  | Matteo Morotti        | Corrado Serina (it)      | Daniele Galli       |
| 1998  | Alessandro Bredolin   | Manuel Bortolotto        | Alberto Maspero     |
| 1999  | Igor Astarloa         | Rafael Nuritdinov        | Marius Sabaliauskas |
| 2000  | Alessandro Delfatti   | Michael Albasini         | Marco Compagnoni    |
| 2001  | Daniele Balestri      | Kirill Goloubev          | Manuele Mori        |
| 2002  | Petr Klasa            | Oscar Borlini            | Mikhail Timochine   |
| 2003  | Giovanni Visconti     | Cristiano Fumagalli      | Ruslan Pidgornyy    |
| 2004  | Mirko Allegrini       | Paolo Bailetti           | Mauro Da Dalto      |
| 2005  | Daniele Di Nucci      | Alberto Milani           | Marco Cattaneo      |
| 2006  | Wojciech Dybel        | Mattia Paolo Parravicini | Jarosław Dombrowski |
| 2007  | Bruno Rizzi           | Adriano Malori           | Simone Ponzi        |
| 2008  | Jarosław Marycz       | Paolo Tomaselli          | Dan Craven          |
| 2009  | Pavel Kochetkov       | Ilya Gorodnichev         | Emanuele Moschen    |
| 2010  | Eugenio Alafaci       | Maksym Averin            | Nicola Galli        |
| 2011  | Mattia Pozzo          | Oleksandr Polivoda       | Michele Simoni      |